# بومادران باغی
بومادران باغی، بومادران خوشرنگ (نام علمی: Achillea callichroa) نام یک گونه از سرده بومادران است.